# IMS

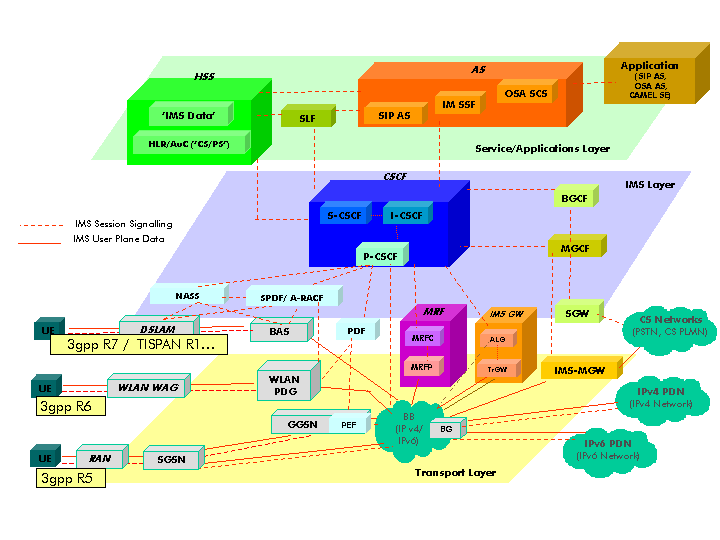
Архітектура 3GPP/TISPAN IMS

IMS (англ. IP Multimedia Subsystem) — мультимедійна підсистема на основі протоколу IP. Спочатку архітектура розроблялась тільки як мультимедійна платформа надання послуг (SDP — Service Delivery Platform). Але пізніше перетворилася на архітектуру, повністю контролює з'єднання і працює з різними мережами доступу. Мультимедійність архітектури дає можливість оператору надавати різноманітні послуги абонентам, підвищуючи тим самим середню виручку (ARPU). А використання в основі протоколу IP дає оператору можливість побудувати гнучку мережу з низькими операційними витратами. Крім того, в основі лежить горизонтальна архітектура, на відміну від традиційної — вертикальної.

## Загальні відомості
Після того як ідея передачі голосу за допомогою мереж з пакетною комутацією і протоколу IP увінчалася успіхом, оператори всерйоз задумалися про зміну існуючих телекомунікаційних мереж. Розробкою взаємоз'єднання телекомунікаційних мереж з технологіями пакетної комутацією зайнялася група 3GPP. Появою пакетного доступу в стільникових мережах прийнято вважати 99 реліз 3GPP (3GPP R99) в якому з'явилася підтримка PS домену в існуючих мобільних мережах на базі технології GPRS. Але роботи продовжувалися і вже в 4 релізі, комутація абонентів лежала на програмному комутаторі SoftSwitch (R4 3GPP). П'ятий реліз (R5 3GPP), ознаменував появу архітектури IMS, правда спочатку тільки в ролі підсистеми надання мультимедійних послуг, але надалі (R5 3GPP) архітектура стала ключовою і комутацію абонентів перемкнула на себе.

## 3GPP
Спочатку ідеєю побудови мобільної мережі на базі IP технологій займалася група 3G.IP. Саме вона розробила технологію GPRS, яка згодом поклала початок розробці архітектури IP мережі. 

Згодом була зібрана робоча група 3GPP, яка і представила в 2001 році реліз 4 (спочатку названий Release 2000) в якому з'явилися елементи ALL-IP архітектури. П'ятий реліз представив початковий варіант архітектури названої IMS і додалася технологія високошвидкісної пакетної передачі даних (HSDPA). У шостому релізі в архітектуру IMS були введені зміни, а також з'явилася підтримка Wireless LAN мереж. Завдяки роботі групи TISPAN, сьомий реліз 3GPP додав підтримку фіксованих мереж.
Також у даний момент робочою групою 3GPP2 розробляється підтримка технології CDMA2000 в архітектурі IMS.
Як основний протокол був обраний протокол установлення з'єднань (SIP). Важлива особливість SIP — розширюваність, яка полягає в можливості доповнення протоколу новими функціями за рахунок додавання нових заголовків та повідомлень, що дозволяє додавати новий функціонал в мережу без зміни протоколу.
Базовими елементами опорної мережі архітектури IMS є:
- CSCF (Call Session Control Function) — елемент з функціями управління сеансами і маршрутизацією, складається з трьох функціональних блоків:
  - P-CSCF — посередник для взаємодії з абонент ськими терміналами. Основні завдання — аутентифікація абонента та формування облікового запису;
  - I-CSCF — посередник для взаємодії із зовнішніми мережами. Основні завдання — визначення привілеїв зовнішнього абонента з доступу до послуг, вибір відповідного сервера додатків і забезпечення доступу до нього;
  - S-CSCF — центральний вузол мережі IMS, обробляє всі SIP-повідомлення, якими обмінюються кінцеві пристрої.
- HSS — сервер домашніх абонентів, є базою для користувача даних і забезпечує доступ до індивідуальних даних користувача, пов'язаними з послугами. У разі якщо в мережі IMS використовується кілька серверів HSS, необхідно додавання SLF (Subscriber Locator Function) який займається пошуком HSS з даними конкретного користувача.
- BGCF — елемент керуючий пересиланням викликів між доменом комутації каналів і мережею IMS. Здійснює маршрутизацію на основі телефонних номерів і вибирає шлюз в домені комутації каналів, через який мережа IMS буде взаємодіяти з ТМЗК або GSM.
- MGCF — керує транспортними шлюзами.
- MRFC — управляє процесором мультимедіа ресурсів, забезпечуючи реалізацію таких послуг, як конференц-зв'язок, оповіщення, перекодування переданого сигналу.

## TISPAN
Робоча група TISPAN допрацювала архітектуру від 3GPP, додавши елементи для взаємодії з широкосмуговими мережами. Підтримка широкосмугових мереж забезпечується наступними елементами:
- NASS — підсистема підключення мережі, в основні завдання якої входить: динамічне призначення IP-адрес, аутентифікація і авторизація, конфігурація мережі доступу, управління місцезнаходженням на рівні IP;
- RACS — підсистема управління ресурсами та доступом, забезпечує функції управління доступом на підставі інформації про доступні ресурсах та місцевої політики Session Admission Control, а також вхід в мережу за допомогою управління шлюзом;
- PSTN / ISDN Emulation — емуляції мережі ТМЗК / ISDN, забезпечує формування набору послуг, які, з точки зору абонента, повністю відповідають послуг мережі ТМЗК.

## Книги
- «The 3G IP Multimedia Subsystem (IMS): Merging the Internet and the Cellular Worlds» by Gonzalo Camarillo, Miguel-Angel García-Martín (John Wiley & Sons, 2006, ISBN 0-470-01818-6)
- «The IMS: IP Multimedia Concepts and Services» by Miikka Poikselka, Aki Niemi, Hisham Khartabil, Georg Mayer (John Wiley & Sons, 2006, ISBN 0-470-01906-9)